# Давыдова, Цецилия Давыдовна
Цецилия Давыдова (итал. Cecilia David — Чечилия Давид, настоящее имя Цецилия Дувидовна (Давидовна, Давыдовна) Зеленская, в замужестве Окс; 15 марта 1878, Одесса — 1909, Милан) — русская и итальянская оперная певица (драматическое сопрано).

## Биография
Родилась 15 марта 1878 года в Одессе в семье служащего Бессарабско-Таврического земельного банка, миргородского мещанина Дувида (Давида) Соломоновича Зеленского и Елизаветы Григорьевны Зеленской.
Училась в Санкт-Петербургской консерватории по классу вокала К. Л. Ферни-Джиральдони и сценического искусства О. О. Палечека (окончила в 1900 году). Дебютировала в Ростове-на-Дону в партии Лизы в «Пиковой даме», работала в московском театре «Аквариум» антрепренёра П. М. Медведева, в Новом летнем театре «Олимпия» в Санкт-Петербурге (1905) и в Иркутске. Жила в Санкт-Петербурге на Невском проспекте, № 102, затем на улице Офицерской, № 26.
С 1907 года — в Италии, где выступала под сценическим именем Цецилия Давид и достигла значительного успеха. Гастролировала в Палермо, Парме (Teatro Regio, Изольда в «Тристане и Изольде», 1908), Риме, Генуе (Politeama Genovese, Магдалена в Андре Шенье, 1907), Венеции, Бари (Teatro Petruzzelli, Джоконда в одноимённой опере, 1909), Милане, а также в Барселоне (Teatro Liceo, роль Валентины в «Гугенотах», 1906). 12 марта 1909 года в Монте-Карло исполнила партию Княгини в премьере оперы А. Даргомыжского «Русалка».
Среди лучших партий — Рахиль в опере «Жидовка» Фроменталя Галеви, Валентина («Гугеноты»), Сантуцца («Cavalleria rusticana»), Изольда («Тристан и Изольда», Марина Мнишек («Борис Годунов»), Наташа («Русалка)»).
Сохранились грампластинки с записями певицы в России на фирме «Граммофон» (2 пластинки, в том числе дуэт Цецилии Давид и Августо Скампини «Dille ancor» из оперы «Гугеноты», 1907) и Италии (1908—1909, в том числе партия Изольды).
Скоропостижно скончалась от менингита в сентябре 1909 года в Милане.

## Семья
Была замужем за врачом и издателем Борисом Абрамовичем Оксом. Их дети:
- Сын — художник Евгений Борисович Окс (1899—1968). Его дочь — театральная художница Людмила Евгеньевна Окс (1931—2013).
- Дочь — Тамара Борисовна Окс (по сцене Гаевская, 1902—1967), оперная певица, ученица музыкального педагога Елены Фёдоровны Карри (1868—1932) — подруги матери; жила в Италии, выступала под именем Tamara Gaievska.

Сестра — Амалия Давидовна Зеленская (27 ноября 1879 — ?), акушерка, проживала в Одессе в доме А. Поповича № 55 на улице Ришельевской.
Брат — Владимир Давидович Зеленский (1875—?), врач.

## Грамзаписи
- Poliuto (Donizetti): Al suon dell’arpe (с Augusto Scampini) 54358 10851B
- Juive (Halevy): Chi mi svela (с Augusto Scampini) 054178 1272c
- Huguenots (Meyerbeer): Dillo ancor (с Augusto Scampini) 054179 1275c
- Tristan und Isolde (Wagner): Morte d’Isotta (с Emanuele Ischierdo) 053159 1313c

## Галерея
- Фотопортрет: Цецилия Давыдова (сопрано) и Августо Скампини (тенор) (недоступная ссылка)
- Фотопортрет Цецилии Давыдовой
- Фотография Цецилии Зеленской